# Кубок Украинской ССР по футболу 1956
17-й розыгрыш Кубка УССР состоялся с 7 октября по 8 ноября 1956 года. Участие принимали 32 команды. Обладателем Кубка стал полтавский «Колхозник».

## 1/16 финала
| Город         | Команда                       | Счёт | Команда                            |
| ------------- | ----------------------------- | ---- | ---------------------------------- |
| Брянка        | «Шахтёр» (Брянка)             | 2:0  | «Авангард» (Краматорск)            |
| Чугуев        | Команда Чугуева               | 1:0  | «Торпедо» (Сумы)                   |
| Запорожье     | «Машиностроитель» (Запорожье) | 3:0  | «Металлург» (Никополь)             |
| Севастополь   | «Авангард» (Севастополь)      | 2:2  | Команда Евпатории                  |
| Севастополь   | «Авангард» (Севастополь)      | 2:0  | Команда Евпатории                  |
| Черновцы      | В/ч 29917 (Черновцы)          | 1:3  | «Авангард» (Николаев)              |
| Калуш         | «Химик» (Калуш)               | 1:0  | «Торпедо» (Одесса)                 |
| Херсон        | «Спартак» (Херсон)            | 4:1  | «ДВРЗ» (Киев)                      |
| Сталино       | «Шахтёр» Будённовка           | 2:4  | «Торпедо» (Харьков)                |
| Чернигов      | «Буревестник» (Чернигов)      | 2:3  | «Машиностроитель» (Киев)           |
| Черкассы      | «Буревестник» (Черкассы)      | 3:0  | «Буревестник» (Каменец-Подольский) |
| Нововолынск   | «Шахтёр» (Нововолынск)        | 0:5  | «Колхозник» (Полтава)              |
| Ровно         | «Колхозник» (Ровно)           | 1:0  | Команда Винницы                    |
| Дрогобыч      | «Нефтяник» (Дрогобыч)         | 0:1  | «Динамо» Львов                     |
| Тернополь     | «Динамо» (Тернополь)          | 7:0  | «Колхозник» (Берегово)             |
| Белая Церковь | «Спартак» (Белая Церковь)     | 1:2  | «Торпедо» (Кировоград)             |
| Житомир       | «Динамо» (Житомир)            | 1:6  | «Химик» (Днепродзержинск)          |

## 1/8 финала
| Город      | Команда                       | Счёт | Команда                   |
| ---------- | ----------------------------- | ---- | ------------------------- |
| Брянка     | «Шахтёр» (Брянка)             | 1:1  | Команда Чугуева           |
| Брянка     | «Шахтёр» (Брянка)             | 0:1  | Команда Чугуева           |
| Запорожье  | «Машиностроитель» (Запорожье) | 7:0  | «Авангард» (Севастополь)  |
| Николаев   | «Авангард» (Николаев)         | 2:0  | «Химик» (Калуш)           |
| Херсон     | «Спартак» (Херсон)            | 1:3  | «Торпедо» (Харьков)       |
| Киев       | «Машиностроитель» (Киев)      | 5:0  | «Буревестник» (Черкассы)  |
| Полтава    | «Колхозник» (Полтава)         | 2:0  | «Колхозник» (Ровно)       |
| Львов      | «Динамо» Львов                | 1:3  | «Динамо» (Тернополь)      |
| Кировоград | «Торпедо» (Кировоград)        | 2:1  | «Химик» (Днепродзержинск) |

## Четвертьфинал
| Город     | Команда                  | Счёт | Команда                       |
| --------- | ------------------------ | ---- | ----------------------------- |
| Чугуев    | Команда Чугуева          | 0:1  | «Машиностроитель» (Запорожье) |
| Николаев  | «Авангард» (Николаев)    | 3:2  | «Торпедо» (Харьков)           |
| Киев      | «Машиностроитель» (Киев) | 1:1  | «Колхозник» (Полтава)         |
| Киев      | «Машиностроитель» (Киев) | 0:2  | «Колхозник» (Полтава)         |
| Тернополь | «Динамо» (Тернополь)     | 1:2  | «Торпедо» (Кировоград)        |

## Полуфинал
| Город     | Команда                       | Счёт | Команда                |
| --------- | ----------------------------- | ---- | ---------------------- |
| Запорожье | «Машиностроитель» (Запорожье) | 3:0  | «Авангард» (Николаев)  |
| Полтава   | «Колхозник» (Полтава)         | 4:0  | «Торпедо» (Кировоград) |

## Финал
| 8 ноября 1956 года | \| «Машиностроитель» Запорожье \| 0:4 \| «Колхозник» Полтава \| | Киев                |
| Колхозник: Котора, Хижняк, Горват, Никитин, Теллингер, Шалыго, Хоростецкий, Иванов, Матюхин, Пельчарский, Казанкин Гл. тренер: Анатолий Зубрицкий |                                                                 |                     |
| «Машиностроитель» Запорожье | 0:4                                                             | «Колхозник» Полтава |